# Редько Анатолій Петрович
Анатолій Петрович Редько (рос. Анатолий Петрович Редько; 6 листопада 1926 —1990) — радянський воєначальник, генерал-лейтенант (03.11.1983).

## Життєпис
Народився в селищі радгоспу імені Сталіна, нині Новокубанського району Краснодарського краю Росії.
До лав РСЧА призваний Павловським РВК Краснодарського краю 22 квітня 1943 року. військову службу проходив на посадах: квітень — липень 1943 року — командир мінометної обслуги 83-го запасного стрілецького полку 28-ї запасної стрілецької бригади Північно-Кавказького фронту; з липня 1943 по січень 1944 року — завідувач складу технічного майна — шофер 20-го окремого прожекторного батальйону Донського фронту; з січня 1944 року й до кінця війни — командир транспортного відділення — шофер 546-го зенітно-артилерійського полку 82-ї дивізії ППО 1-го Білоруського фронту, молодший сержант.
Після закінчення війни продовжив військову службу: до серпня 1945 року — на попередній посаді.
Обіймав посади начальника Самаркандського вищого військового автомобільного командного училища і начальника Рязанського вищого військового автомобільного інженерного училища (03.1984 — 06.1990).
У 1976 році присвоєно військове звання генерал-майор, а у 1983 році — генерал-лейтенант.
5 червня 1990 року генерал-лейтенант А. П. Редько вийшов у запас. Мешкав у Рязані, де й помер.

## Нагороди
Нагороджений орденами Трудового Червоного Прапора, двома Червоної Зірки, «За службу Батьківщині у Збройних Силах СРСР» 3-го ступеня і медалями.